# Panarea
A ilha de Panarea é a menor e a menos elevada ilha do arquipélago das ilhas Eólias no mar Tirreno, ao norte da Sicília. A ilha possui uma área de cerca de 3,4 km². A maior elevação da ilha tem 421 metros (Timpone del Corvo). Geologicamente, é a ilha mais antiga do arquipélago das ilhas Eólias.